# Bolesław Kaźmirak
Bolesław Kowalski, właściwie Bolesław Kaźmirak, ps. „Cień” (ur. 4 lipca 1924 w Zakrzówku, zm. 18 sierpnia 1966 w Warszawie) – oficer Gwardii Ludowej i Armii Ludowej, pułkownik ludowego Wojska Polskiego. Zbrodniarz okresu II wojny światowej i Polski Ludowej, odpowiedzialny za mordy na żołnierzach Armii Krajowej, ludności cywilnej i rabunki.

## Młodość i działalność partyzancka
W 1938 ukończył szkołę powszechną. W latach 1941–1942 uczęszczał do szkoły spółdzielczej w Zakrzówku. W kwietniu 1942 wstąpił do Polskiej Partii Robotniczej i Gwardii Ludowej. Był członkiem grupy wypadowej GL w Zakrzówku, a następnie komendantem placówki GL w tej miejscowości. Kierował i uczestniczył w licznych akcjach dywersyjno-bojowych. Latem 1943 wstąpił do oddziału partyzanckiego im. Józefa Bema, dowodzonego przez Fiodora Kowalowa „Albrechta”, operującego w północnej Lubelszczyźnie, w rejonie Lasów Parczewskich. Jesienią 1943 został przeniesiony do oddziału Władysława Skrzypka (ps. „Orzeł”, „Grzybowski”). 22 października 1943 wyróżnił się odwagą w bitwie z Niemcami pod Kochanami. W listopadzie 1943, w wyniku reorganizacji batalionu przeszedł do oddziału GL ppor. Edwarda Gronczewskiego „Przepiórki”, gdzie został zastępcą dowódcy.
18 lutego 1944 oddział „Cienia” napadł na jego rodzinny Zakrzówek, gdzie obrabował wielu mieszkańców, m.in. z odzieży i obuwia.
27 lutego 1944 grupa „Cienia” napadła na majątek Józwów, mordując 2 żołnierzy Armii Krajowej: właściciela majątku inż. Wincentego Jankowskiego i zarządcę dóbr – Józefa Ubogorskiego; „cieniowcy” uprowadzili też i zastrzelili jednego z fornali, wcześniej doszczętnie rabując majątek.
Na początku marca 1944 „Cień” objął dowództwo kompanii szturmowej AL, wchodzącej w skład 1 Brygady AL im. Ziemi Lubelskiej. Na czele swego oddziału uczestniczył w licznych akcjach bojowych, a zwłaszcza w akcjach dywersyjnych przeprowadzanych na linii kolejowej Lublin-Rozwadów.
19 kwietnia 1944 oddział „Cienia”, obok oddziałów Edwarda Gronczewskiego „Przepiórki”, Andrzeja Flisa „Maksyma” i Zbigniewa Pietrzyka „Zbyszka” uczestniczył w pacyfikacji wsi Potok-Stany i Dąbrówka; zamordowano wówczas 16 mieszkańców tych wsi (13 z nich zabito w Puziowych Dołach), a wielu pobito.
22 kwietnia 1944 oddział „Cienia” uczestniczył w bitwie z jednostką Narodowych Sił Zbrojnych dowodzoną przez kpt. Zbigniewa Wyrwicza pod Marynopolem. Z militarnego punktu widzenia walka była nierozstrzygnięta, jednak po niej 17 członków oddziału „Cienia” zgłosiło się do zwolnienia ich do domu. 
4 maja 1944 we wsi Owczarnia k. Opola Lubelskiego, „Cień” podstępnie zamordował dowódcę oddziału AK 3. kompanii 15. pułku piechoty AK por. Mieczysława Zielińskiego „Krysta”, „Moczara”, „Hektora”, a członkowie oddziału „Cienia” zamordowali 17 podkomendnych „Moczara”, a 13 ranili; „cieniowcy” obrabowali później zwłoki AK-owców. Zbrodnię w Owczarni potępili partyzanci innych oddziałów Obwodu II Armii Ludowej oraz działacze Obwodu Lubelskiego Polskiej Partii Robotniczej (min. Wacława Marek ps. „Pola” i Aleksander Szymański ps. „Ali” – rzecznik współpracy z AK i BCh). Proponowali oni wykluczenie samodzielnego oddziału „Cienia” ze składu AL a jego samego postawić przed sądem i skazać za działalność bandycką. Ostatecznie nie doszło do tego a Kaźmirak otrzymał awans na porucznika. Owczarnię przez lata tłumaczono jako „samoobronę cieniowców przed atakiem AK”, po raz pierwszy prawdę ujawnił dopiero w marcu 1981 w liście do Trybuny Robotniczej płk Wincenty Heinrich, były partyzant Brygady Północnej Lubelszczyzny AL im. Jana Hołoda i Oddziału Specjalnego Obwodu II AL pod pseudonimem „Skiba”:

W kwietniu 1944 roku „Cień” wraz z oddziałem dokonał we wsi Owczarnia podstępnego mordu na czterdziestu kilku żołnierzach z AK, z oddziału dowodzonego przez por. „Moczara”. Miał to być odwet za mord pod Borowem. Dziwnym zbiegiem okoliczności, mimo że czyn ten nie zyskał oficjalnego uznania w ówczesnym dowództwie Obwodu AL, ppor. „Cień” został w parę tygodni później awansowany do stopnia porucznika.
Stwierdzam z całą odpowiedzialnością, że czyn por. „Cienia” był potępiony nie tylko przez dowództwo mojego oddziału, ale i kierownictwo polityczne Lubelszczyzny w osobach ówczesnego sekretarza obwodu PPR tow. „Alego” (Szymańskiego) i sekretarza okręgu lubelskiego tow. „Polę” (Wacława Marek). Dowodem naszego stosunku do tego „wyczynu” niech będzie to, że w kwietniu 1944 r. wystąpiliśmy z wnioskiem do naszego kierownictwa o uznanie oddziału „Cienia” za oddział bandycki, rozbrojenie go i pozbawienie przynależności do AL.

Z 12 na 13 maja 1944 w rejonie wsi Boża Wola oddział „Cienia” stoczył walkę z oddziałem AK por. Stanisława Łokuciewskiego „Małego” i oddziałami NSZ por. Leona Cybulskiego „Znicza”, por. Kazimierza Boduszyńskiego „Emira” i por. Brunona Sychowskiego „Juhasa”. Komuniści, tracąc kilkunastu ludzi, wycofali się z Bożej Woli i spalili 13 związanych z AK gospodarstw, w których zginęło 4 chłopów. Następnego dnia „Cień” zamordował w Zakrzówku 5 żołnierzy AK: Michała Dudziaka z Majdanu Starowiejskiego, Józefa Gnata i Kazimierza Kaczmarka z Dębiny, Wincentego Jankowskiego i Józefa Obogorskiego z Józwowa, wsi stanowiącej bazę AK.
W czerwcu 1944 w Wandalinie zamordował 3 żołnierzy AK z oddziału Bolesława Frańczaka „Argila”: por. Eugeniusza Kotlarskiego „Jastrzębia” z Urzędowa oraz podchorążych Henryka Golińskiego i Władysława Jagiełły. W tym samym miesiącu oddział „Cienia” ubezpieczał odlot z Lubelszczyzny do Moskwy delegacji Krajowej Rady Narodowej (KRN), w skład której wchodził m.in. naczelny dowódca AL gen. Michał Żymierski „Rola”.
2 lipca 1944 oddział „Cienia” wraz z oddziałem Józefa Chrzestnego „Pacyny” stoczył walkę z oddziałem AK Bolesława Frańczaka „Argila”; zginęło 13 żołnierzy AK i 6 AL-owców.

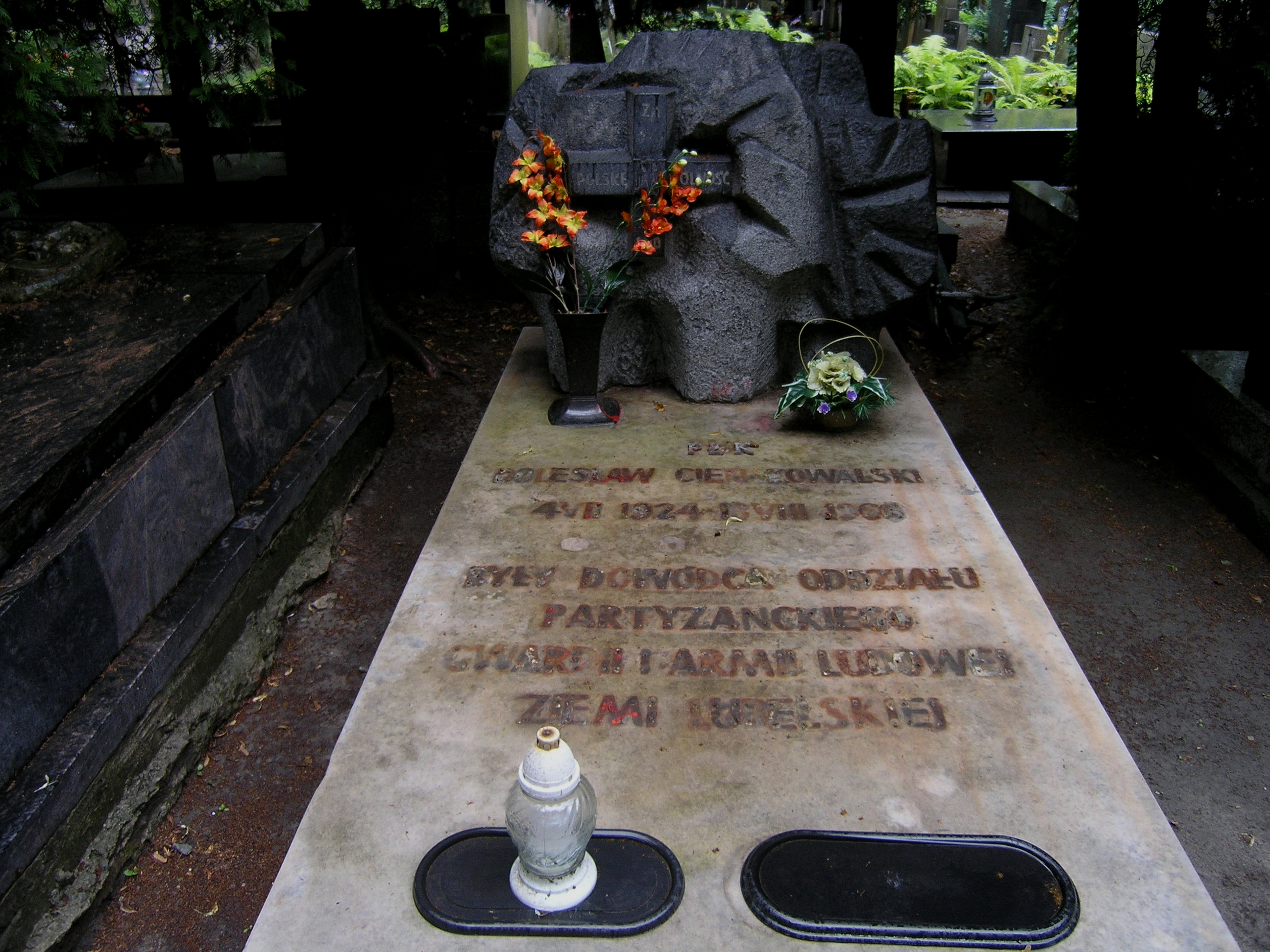
Grób Bolesława Kaźmiraka (Kowalskiego)

## Działalność powojenna
Po wojnie „Cień” służył początkowo w Milicji Obywatelskiej. Potem gen. Michał Rola-Żymierski przyjął go do Ludowego Wojska Polskiego pod warunkiem zmiany nazwiska („Cień” zmienił wtedy nazwisko z Kaźmirak na Kowalski). „Cień” dostał do dyspozycji 120-osobowy „oddział specjalny” i specjalne, pisemne pełnomocnictwa wystawione przez gen. Żymierskiego oraz ówczesnego przedstawiciela ZSRR przy PKWN gen. Nikołaja Bułganina (późniejszego premiera ZSRR). „Cieniowcy” prowadzili akcję pacyfikacyjną w okolicach Hrubieszowa; spowodowało to interwencję radzieckiego „doradcy” MBP ppłk. Nikołaszkina, który zakazał mu wszelkich akcji aresztowań i likwidacji na tym terenie bez jego zgody.
21 grudnia 1945 podczas libacji alkoholowej zastrzelił usiłujących go zatrzymać 2 funkcjonariuszy PUBP w Pruszkowie: Ryszarda Rawińskiego i Wacława Kwiatkowskiego. Potem podkomendni „Cienia” z Batalionu Ochrony Sztabu Generalnego WP przypuścili szturm na PUBP w Pruszkowie, jednak wycofali się po stracie 1 zabitego. Kowalski został za to aresztowany przez organa Informacji Wojskowej, jednak nie został ukarany, a otrzymał skierowanie do szkoły oficerskiej WP w Rembertowie. Później został przeniesiony do Korpusu Bezpieczeństwa Wewnętrznego. W listopadzie 1947 został dowódcą pułku KBW w Krakowie. 1 stycznia 1948 został podpułkownikiem. Od 25 listopada 1948 do 19 czerwca 1950 studiował w Akademii Sztabu Generalnego im. gen. Karola Świerczewskiego. Następnie objął stanowisko szefa wydziału w sztabie KBW.
Został aresztowany w 1951 w związku z zabójstwami Żydów na Lubelszczyźnie, dokonanymi w 1944 przez oddział dawnego dowódcy „Cienia”, Edwarda Gronczewskiego „Przepiórki”. 19 czerwca 1953 został skazany na 3 lata więzienia za „Nielegalne posiadanie broni i nadużycie władzy”.
Po rehabilitacji w listopadzie 1954 podjął pracę w centrali Rolniczych Spółdzielni „Samopomoc Chłopska”, a następnie od sierpnia 1956 do sierpnia 1957 był kierownikiem domu wypoczynkowego Ministerstwa Rolnictwa w Ratnie. W 1957 powrócił do wojska jako „ofiara stalinowskich represji” i otrzymał przydział w Głównym Zarządzie Politycznym WP. 12 października 1963 został mianowany pułkownikiem, a 27 maja 1966 przeszedł do pracy w Głównym Inspektoracie Obrony Terytorialnej MON.
Zmarł 18 sierpnia 1966 w Warszawie.
Został pochowany na cmentarzu Wojskowym na Powązkach w Alei Zasłużonych (kwatera 25A-T-11).

## Życie prywatne
Bolesław Kowalski (Kaźmirak) miał dwie córki z dwiema żonami. Był znany ze swoich licznych romansów.

## Awanse
- podporucznik – maj 1944
- porucznik – 2 czerwca 1944
- major – 2 listopada 1944
- podpułkownik – 1 stycznia 1948[17]
- pułkownik – 12 października 1963

## Odznaczenia
- Order Krzyża Grunwaldu III klasy
- Krzyż Oficerski Orderu Odrodzenia Polski
- Krzyż Zasługi
- Krzyż Walecznych
- Krzyż Partyzancki
- Medal Zwycięstwa i Wolności 1945
- Medal „Siły Zbrojne w Służbie Ojczyzny” (komplet)